# Heul doch
Heul doch ist ein Rocklied der deutschen Pop-Rock-Sängerin LaFee. Das Stück wurde von Bob Arnz und Gerd Zimmermann geschrieben. Es erschien auf LaFees zweitem Musikalbum Jetzt erst recht im Jahr 2007. Am 18. Mai 2007 wurde der Track als erste Single des Albums veröffentlicht und erreichte Platz drei der deutschen Singlecharts und ist damit LaFees kommerziell erfolgreichster Titel.
Die englische Version des Stückes, Shut Up, die ebenfalls von Bob Arnz und Gerd Zimmermann geschrieben wurde, erschien 2008 auf LaFees Kompilationsalbum Shut Up. Es wurde am 23. Mai 2008 als Single ausgekoppelt.

## Produktion
Aufgenommen wurde Heul doch 2007 während der Arbeiten am Album Jetzt erst recht. Die Aufnahme und Produktion des Titels wurde von Bob Arnz übernommen. Heul doch wurde am 18. Mai 2007 aus ihrem Plattenlabel EMI als CD, Download und 12"-Maxi-Single veröffentlicht. Auf der B-Seite zu Heul doch erschien der Titel Du bist schön. Das Lied hat eine Spieldauer von 4:02 min. Am 2. Juli 2021 erschien eine „80’s Version“ des Liedes als digitale Einzeltrack-Single.
Stilistisch ist Heul doch vor allem von Elementen der Rockmusik geprägt. Dabei knüpft es an das musikalische Genre vorangegangener Titel, die Einflüsse des Alternative Rock und Deutschrock aufweisen, an.

## Hintergrund
Das Lied handelt von einer gescheiterten Liebesbeziehung. Das Lyrische Ich sieht die Schuld im Exfreund, der es belogen hat, und konfrontiert diesen mit der Situation. Hierbei werden auch Beleidigungen wie „Arschloch“ verwendet.
| „Heul Doch – Heul Doch Ooh – Bitte, bitte geh doch! Heul Doch – Heul Doch Hau endlich ab Was willst du noch? Heul Doch – Heul Doch Ooh – Bitte, bitte geh doch! Heul Doch – Heul Doch Arschloch!“ – Auszug aus dem Songtext von Heul doch |

## Musikvideo
Das Musikvideo zu Heul doch wurde 2007 gedreht, Bastien Francois fungierte, wie bei fast allen Musikvideos von LaFee, als Regisseur. Der Clip zu Shut Up wurde 2008 gedreht. Gute Zeiten, schlechte Zeiten-Darsteller Raúl Richter hat hierbei einen Gastauftritt. Das Video ist ein Mix aus allen sieben vorherigen Musikvideos von LaFee. Es wurde zum Teil mit Bluescreen-Technik erstellt. Die ausführende Produktionsfirma war die Katapult Filmproduktion.

## Charts
Heul doch erreichte Platz drei der deutschen Singlecharts und stellt LaFees einzigen Top-Ten-Hit in Deutschland dar. Insgesamt konnte sich der Titel 18 Wochen in den deutschen Charts halten.
Das Stück erreichte weiterhin Platz sechs in Österreich, in der Schweizer Hitparade konnte es sich auf Rang 25 platzieren. Hier war die Single zehn Wochen in den Charts vertreten.
In den MTV-Jahrescharts 2007 wurde das Lied auf Rang 47 gelistet.

## Titelliste der Single
Heul doch 2-Track-Single
1. Heul doch (Video-Version) (3:49)
2. Mitternacht (Live @ Echo) (3:48)

Heul doch Maxi-Single
1. Heul doch (Single-Version) (3:36)
2. Heul doch (Akustik-Version) (3:02)
3. Du bist schön (3:27)
4. Heul doch (Instrumental) (4:01)
5. Making-Of (Enhanced Part)
6. Fotoshooting Making of (Enhanced Part)
7. Videoshooting Making of (Enhanced Part)

Shut Up CD-Single
1. Shut Up (4:04)
2. Shut Up (Single-Version) (3:36)
3. Shut Up (Instrumental-Version) (4:04)